# ミケーラ・デプリンス
ミケーラ・デプリンス (英: Michaela DePrince, 1995年1月6日 - 2024年9月10日）は、シエラレオネ系アメリカ人のバレエダンサーである。
養母であるエレーン・デプリンスと共に『Taking Flight: From War Orphan to Star Ballerina（邦訳『夢へ翔けて：戦争孤児から世界的バレリーナへ』）』を出版した。2011年のバレエコンクール、ユース・アメリカ・グランプリにおいてミケーラを含むコンクール出場者の若きバレエダンサーを追ったドキュメンタリー映画『ファースト・ポジション』 (en) 
で有名になった。ミケーラはかつてダンス・シアター・オブ・ハーレム (en) で史上最年少のダンサーとして活躍し、のちにオランダ国立バレエ団のソリストとなった。2016年よりオランダ・アムステルダムの非営利団体War Childの親善大使を務めた。

## 経歴・人物

### 生い立ち
ミケーラはマビンティ・バングラ（Mabinty Bangura）という名前でイスラム教徒の家庭に生まれた。内戦中に叔父によってシエラレオネの孤児院に連れてこられ孤児として育った。養父母はミケーラの父は3歳のときに反政府武装集団である革命統一戦線によって殺され、ミケーラの母はその後飢餓により死亡したと伝えられた。栄養失調や虐待に苦しみ、尋常性白斑から「悪魔の子」とからかわれていたミケーラは孤児院が爆破された後に難民キャンプへ逃げた。
1999年、4歳のときにもう1人のマビンティという名前の女の子（後にミアと改名した）とともにアメリカ合衆国・ニュージャージー州のチェリーヒルに住むユダヤ教信者の夫婦エレーネ・デプリンスとチャールズ・デプリンスの養子となった。デプリンス家にはミケーラを含めて11人の子供がおり、そのうち9名が養子である。

### ダンサーとして

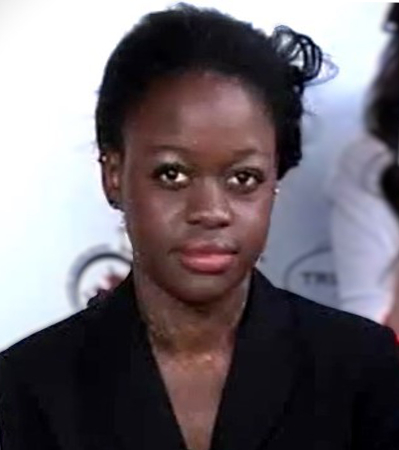
2011年当時のデプリンス

ミケーラはシエラレオネで見つけて保管していたバレリーナの雑誌の表紙に影響を受けてアメリカでバレエを習いユース・アメリカ・グランプリ（YAGP）を含むバレエコンクールに出場した。彼女は、ペンシルベニア州・フィラデルフィアのThe Rock School for Dance Education でクラシックバレエを習った。また、同時にKeystone National High Schoolのオンライン授業を受講し高校を卒業した。
デプリンスは、YAGPでのパフォーマンスに対してアメリカン・バレエ・シアター附属のジャクリーン・ケネディ・オナシスバレエ学校で学ぶ奨学金を授与された。彼女は人種差別にもかかわらずプロバレリーナとしてのキャリアを築くことを決心した（8歳のときに「アメリカでは黒人のバレリーナに対する心構えができていないから」という理由でくるみ割り人形の主人公マリーにはなれないのだと言われ、1年後、バレエの先生はミケーラの母親に黒人ダンサーはお金をかけて育成すべき対象ではないと伝えた。）。
彼女は2011年のドキュメンタリー映画『ファースト・ポジション』の主人公の1人であった。6人の若いダンサーが一流のバレエ団・バレエ学校へのポジションをかけて競い合うストーリーで、テレビ番組「Dancing with the Stars」にも出演した。2011年、彼女はDe Dutch Don't Dance Division（オランダ・ハーグにあるダンスカンパニー）にて演目『Abdallah and the Gazelle of Basra』でヨーロッパでデビューを果たした。2012年には再び同カンパニーの演目『くるみ割り人形』で金平糖の精を踊った。
2012年、ミケーラはニューヨークのアメリカン・バレエ・シアター附属のジャクリーン・ケネディ・オナシスバレエ学校を卒業し、ダンス・シアター・オブ・ハーレムに入り、最年少のメンバーとなった。プロとしてのデビューは2012年7月19日、南アフリカバレエシアターの『海賊』（Mzansi Productions）でギュルナーラ（グルナーラともいう）を踊った。
2013年7月、彼女はアムステルダムに拠点を置くオランダ国立バレエ団のジュニアカンパニーに入団した。2014年8月、彼女はオランダ国立バレエ団の研修生になった。2015年にコリフェに昇格した。2016年にはグラン・スジェ、同年末にはソリストに昇格した。ミケーラがオランダ国立バレエ団に入団した当初、彼女は唯一のアフリカ系ダンサーであった。2016年、ビヨンセのアルバム『Lemonade』の第11章HopeのPVに出演した。
デプリンスは、アメリカの最初の黒人バレリーナの1人であるローレン・アンダーソン (en) をロールモデルとしている。2015年、MGMはミケーラの自伝『Taking Flight: From War Orphan to Star Ballerina』の映画製作権を獲得した。映画化に際し、マドンナが監督を務めることが2018年に発表された。

### 死去
2024年9月10日または13日に死去。29歳没。訃報は広報担当者より発表された。ミケーラの家族がこれを受けて声明を発表した。

### 私生活
- ミケーラは、養子縁組時にイスラム教からユダヤ教へ改宗し、ユダヤ教信者である。ダンス・シアター・オブ・ハーレムのツアーでイスラエルを訪問したときには嘆きの壁で祈りをささげた[32]。彼女は、ユダヤ教徒とイスラム教徒両者にとって重要な象徴であるお守りのハムサを岩のドームと死海を旅行しているときに身に着けていた[32]。

- バレエダンサーのスカイラー・マクシー・ウェルトと交際していた[33][34]。